# Colin Boulton
Colin Donald Boulton (* 12. September 1945 in Cheltenham) ist ein ehemaliger englischer Fußballspieler, der 1972 und 1975 mit Derby County die englische Meisterschaft gewann. 

## Spielerkarriere

### Derby County
Colin Boulton wechselte im August 1964 zum englischen Zweitligisten Derby County und bestritt in der Saison 1964/65 seine ersten sechs Zweitligaspiele. Nachdem er in der Saison 1965/66 ohne Ligaspieleinsatz geblieben war, kam er 66/67 in vierzehn Partien zum Einsatz. Derby absolvierte diese Jahre im unteren Tabellendrittel der Second Division. Erst mit der Ankunft des neuen Trainers Brian Clough und des Co-Trainers Peter Taylor zu Beginn der Saison 1967/68 wurde die erfolgreichste Zeit der Vereinsgeschichte eingeläutet. Colin Boulton blieb derweil hinter dem neu verpflichteten Les Green lediglich die Rolle des Ersatztorhüters. In der Second Division 1968/69 gelang Derby nach 16 Jahren die Rückkehr in die First Division. Der Start in der höchsten englischen Spielklasse begann in der Saison 1969/70 mit dem vierten Platz sehr erfolgreich. Nach einem neunten Platz 1970/71 gewann Derby County in der Football League First Division 1971/72 den ersten Meistertitel der Vereinsgeschichte. Colin Boulton hatte bereits in der Rückrunde der vorangegangenen Spielzeit Les Green im Tor abgelöst und bestritt in der Meistersaison alle 42 Ligaspiele. In der Saison 1972/73 konnte County diesen Erfolg mit Platz 7 nicht wiederholen, dafür gelang dem Team um Ron Webster, Archie Gemmill, Alan Hinton, Roy McFarland und Boulton der Einzug ins Halbfinale des Europapokal der Landesmeister 1972/73. Nachdem u. a. in der 2. Runde Benfica Lissabon bezwungen werden konnte, wartete im Halbfinale der italienische Meister Juventus Turin. Nach einer 1:3-Niederlage in Turin, schied Derby nach einem 0:0 zu Hause aus dem Wettbewerb aus und verfehlte so das Finale gegen Ajax Amsterdam.
Zu Beginn der Saison 1973/74 trennte sich der Vorstand unter turbulenten Umständen von Trainer Brian Clough und verpflichtete den ehemaligen Spieler Dave Mackay als seinen Nachfolger. Mackay erreichte mit County 1974 noch einen dritten Platz und führte die Mannschaft in der Football League First Division 1974/75 zur zweiten Meisterschaft der Vereinsgeschichte. Colin Boulton bestritt erneut alle 42 Ligaspiele und trug so seinen Teil zum Titel vor dem FC Liverpool bei. Der zweite Start im Europapokal der Landesmeister 1975/76 endete bereits in der 2. Runde. Derby scheiterte nach zwei legendären Spielen mit 4:1 und 1:5 nach Verlängerung am spanischen Meister Real Madrid. Die Leistungen in der Liga verschlechterten sich nach einem vierten Platz 1975/76 in den beiden Folgejahren deutlich. 1978 verließ Boulton Derby nach vierzehn erfolgreichen Jahren und wechselte in die North American Soccer League. Nach seiner Rückkehr nach England bestritt er in der Saison 1980/81 vier Ligaspiele für den Viertligisten Lincoln City.
Im Dezember 2009 wurde Colin Boulton in das All Star Team von Derby County gewählt.